# Zamysłowo (osada leśna)
Zamysłowo – osada leśna w Polsce, położona w województwie wielkopolskim, w powiecie poznańskim, w gminie Stęszew.
W latach 1975–1998 miejscowość administracyjnie należała do województwa poznańskiego.